# Saison 2021-2022 de la Juventus FC
La saison 2021-2022 de la Juventus FC voit le club engagé dans quatre compétitions : la Serie A, la Coupe d'Italie, la Ligue des champions et la Supercoupe d'Italie.
Durant cette saison, la Juventus n'a pas gagné de trophées pour la première fois depuis 2010-2011.

## Dates clés
- Le 18 mai 2021, la Juventus dévoile le nouveau maillot domicile pour la saison 2021-2022[2].

- Le 28 mai 2021, la Juventus annonce le retour de Massimiliano Allegri comme nouvel entraîneur succédant à Andrea Pirlo [3].

- Le 22 juillet 2021, la Juventus dévoile le nouveau maillot extérieur pour la saison 2021-2022[4].

- Le 19 août 2021, la Juventus dévoile le nouveau maillot third pour la saison 2021-2022[5].

- Le 15 avril 2022, la Juventus dévoile le quatrième maillot fait par l'artiste de rue brésilien Kobra pour la saison 2021-2022[6].

## Résumé de la saison

### Pré saison
Le 11 mai 2021, Gianluigi Buffon a annoncé qu'il quitterait la Juventus à la fin de la saison précédente. Le 28 mai 2021, Andrea Pirlo a été limogé et Massimiliano Allegri a été choisi à sa place comme entraîneur de l'équipe. Le 15 juin 2021, la Juventus a annoncé que le prêt d'Álvaro Morata avait été renouvelé.

### Juillet
Le 24 juillet 2021, la Juventus a disputé un match amical contre l'équipe de Cesena FC de Serie C en gagnant 3 - 1 grâce à des buts marqués par Koni De Winter, Weston McKennie et Matías Soulé. Le 31 juillet 2021, la Juventus a remporté son 11e Trophée Luigi Berlusconi contre l'équipe de AC Monza de Serie B au Stadio Brianteo en gagnant 2 - 1 grâce à des buts marqués par Filippo Ranocchia à la 13ème minute et de Dejan Kulusevski à la 53ème minute.

### Août
Le 2 août 2021, la Juventus a annoncé que le contrat de Giorgio Chiellini avait été renouvelé. Le 8 août 2021, la Juventus a joué le Trophée Joan Gamper contre l'équipe espagnole FC Barcelone au Stade Johan-Cruyff en perdant 3 - 0. Le 14 août 2021, la Juventus a joué un match amical contre l'Atalanta Bergame en gagnant 3 - 1 grâce à des buts marqués par Paulo Dybala, Federico Bernardeschi et Álvaro Morata. Le 17 août 2021, la Juventus a annoncé que l'achat de Kaio Jorge en provenance de l'équipe brésilienne Santos de Série A. Le 18 août, la Juventus a annoncé que l'achat de Manuel Locatelli en provenance de l'équipe italienne US Sassuolo de Serie A. Le 19 août 2021, la Juventus a disputé le dernière match de pré-saison contre Juventus Next Gen de Serie C en gagnant 3 - 0 grâce à des buts marqués par Paulo Dybala, Álvaro Morata et Aaron Ramsey.
Le 22 août 2021, la Juventus a fait ses débuts officiels dans la saison en faisant un match nul 2 - 2 contre Udinese. Dybala a marqué trois minutes après le début et Juan Cuadrado a doublé le score à la 23e minute. À la 51e minute, l'arbitre a accordé un penalty après que le gardien de but de la Juventus Wojciech Szczęsny ait commis une faute sur Tolgay Arslan, Roberto Pereyra a marqué sur le penalty en réduisant le désavantage. À la 83e minute, Stefano Okaka a marqué le but égalisateur en raison d'une erreur de Szczęsny. Le 28 août 2021, la Juventus a perdu 1 - 0 contre Empoli lors de la deuxième journée en raison d'un but de Leonardo Mancuso à la 21e minute. Le 31 août 2021, la Juventus a annoncé que Cristiano Ronaldo avait été vendu à l'équipe anglaise Manchester United de Premier League, ainsi que l'achat de Moise Kean dans un autre club anglais en provenance d'Everton.

### Septembre
Le 14 septembre 2021, la Juventus a fait ses débuts en Ligue des Champions contre l'équipe suédoise Malmö FF en gagnant 0 - 3. Le match s'est soldé par la première victoire de la saison : Alex Sandro à la 23e minute marque le premier but grâce à une tête sur un centre de Juan Cuadrado, le capitaine Paulo Dybala à la 45e minute marque son penalty causé par une faute sur Álvaro Morata et plus tard, Morata marque le troisième but dans le temps additionnel.

### Octobre
Le 2 octobre 2021, la Juventus a joué le Derby della Mole contre Torino FC en gagnant 0 - 1. Manuel Locatelli a marqué le seul but en fin de seconde période. Le 17 octobre, le même résultat a été obtenu contre l'AS Rome marqué par Moise Kean à la 16e minute.
Le 24 octobre 2021, la Juventus a joué le Derby d'Italie contre l'Inter Milan en faisant un match nul 1 - 1 : Paulo Dybala a égalisé sur penalty en fin de seconde période après le premier but inscrit par Edin Džeko en première période.

### Novembre
Le 2 novembre 2021, la Juventus est qualifié en phase des groupes de la Ligue des Champions grâce à la victoire 4 - 2 contre l'équipe russe Zénith Saint-Pétersbourg. Paulo Dybala a marqué deux fois dont un penalty et suivi de deux autres buts marqués par Federico Chiesa et Álvaro Morata. Les buts du Zenit Saint-Pétersbourg ont été marqués par le but contre son camp de Leonardo Bonucci et Sardar Azmoun. 

### Décembre
Le 8 décembre 2021, La Juventus a obtenu la première place des phases des groupes de la Ligue des Champions avec 15 points. Victoire à domicile 1 - 0 contre Malmö FF avec le seul but marqué par Moise Kean à la 18e minute et 3 - 3 entre Zénith Saint-Pétersbourg et Chelsea signifiait que la Juventus était tête de série dans la phase finale des huitième de finale.  

### Janvier
Le 6 janvier 2022, le championnat est de retour pour la suite de la saison et la Juventus a fait match nul 1 - 1 contre le SSC Naples. Dries Mertens a marqué en première mi-temps; son but a été égalisé par Federico Chiesa en seconde période. Le 9 janvier, la Juventus affrontait AS Rome en réalisant 4 - 3 en retour. En première mi-temps, Tammy Abraham a marqué pour la Roma et suivi d'un but de Paulo Dybala. En seconde période, Henrikh Mkhitaryan a placé devant la Roma avec Lorenzo Pellegrini qui marque le troisième but de l'équipe locale. En moins de huit minutes, la Juventus a marqué trois fois : Manuel Locatelli, Dejan Kulusevski et Mattia De Sciglio ont complété le retour. Plus tard en seconde période, Matthijs de Ligt a été expulsé qui cause également le penalty et offre la possibilité à la Roma d'égaliser dans le match mais le penalty de Lorenzo Pellegrini a été arrêté par Wojciech Szczęsny.
Le 12 janvier 2022, la Juventus a disputé son 17e Supercoupe d'Italie contre l'Inter Milan en perdant 2 - 1 dans la dernière minute supplémentaire. Weston McKennie a ouvert le score à la 25e minute mais Lautaro Martínez a mis l'Inter à égalité à la 35e minute sur penalty. Dans la dernière minute supplémentaire de la deuxième mi-temps en prolongation, Alexis Sánchez a marqué le but décisif.
Le 18 janvier 2022, la Juventus a fait ses débuts en Coupe d'Italie contre UC Sampdoria à partir des Huitièmes de finale. Le match s'est terminé par une victoire 4 - 1 pour la Juventus, ce qui signifie qu'ils se sont qualifiés pour les Quarts de finale. Juan Cuadrado, Daniele Rugani, Paulo Dybala et Álvaro Morata sur penalty ont marqué pour l'équipe locale et tandis que le seul but de la Sampdoria a été marqué par Andrea Conti.
Le 28 janvier 2022, la Juventus a annoncé que l'attaquant serbe Dušan Vlahović a été acheté à l'équipe de la Fiorentina de Serie A. Le 31 janvier 2022, le défenseur italien Federico Gatti a été acheté du côté de Frosinone de Serie B. Il a été envoyé en prêt dans la même équipe jusqu'en juin 2022. Le milieu de terrain uruguayen Rodrigo Bentancur a été vendu à l'équipe anglaise Tottenham Hotspur de Premier League avec le milieu de terrain suédois Dejan Kulusevski, mais prêté jusqu'en juin 2023 avec obligation d'achat. Le milieu de terrain suisse Denis Zakaria a été acheté du côté allemand Borussia Mönchengladbach de Bundesliga et le milieu de terrain gallois Aaron Ramsey a été prêté à l'équipe écossaise Rangers FC de Scottish Premiership jusqu'en juin 2022 avec option d'achat.  

### Février
Le 10 février 2022, la Juventus a affronté l'US Sassuolo dans le Coupe d'Italie en Quarts de finale de Coupe d'Italie et à gagner 2 - 1. Paulo Dybala a marqué à la 3e minute et Hamed Traorè égalise en réduisant le score à la 24e minute. Un But contre son camp en faveur de la Juventus dans la seconde mi-temps a permis à l'équipe locale de se qualifier pour le Demi-finale. 
Le 18 février 2022, la Juventus a joué le match retour du Derby della Mole contre Torino FC en faisant 1 - 1. Matthijs de Ligt a ouvert le score à la 13e minute dont le but a été égalisé par Andrea Belotti à la 62e minute.
Le 22 février 2022, la Juventus a relancé sa campagne dans la Ligue des Champions pour affronter l'équipe espagnole Villarreal CF de La Liga dans les Huitièmes de finale au match aller. Le score final était de 1 à 1 : Dušan Vlahović a mis la Juventus en tête dès la première minute tandis qu'en seconde période Dani Parejo a égalisé dans le résultat.

### Mars
Le 2 mars 2022, la Juventus a affronté l'ACF Fiorentina lors du match aller de la demi-finale de la Coupe d'Italie : grâce au but contre son camp de Lorenzo Venuti en fin de seconde période, la Juventus a gagné 1 - 0.
Le 16 mars 2022, la Juventus a affronté l'équipe espagnole Villarreal CF de La Liga en huitièmes de finale de Ligue des Champions au match retour en perdant 3 - 0. Gerard Moreno, Pau Torres et Arnaut Danjuma ont assuré la qualification de Villarreal pour le tour suivant. Ensuite, la Juventus a été éliminée de la compétition avec un score cumulé de 4 - 1.

### Avril
Le 3 avril 2022, la Juventus a disputé le match retour du Derby d'Italie. Il en est résulté une victoire 1 - 0 pour l'Inter Milan : Hakan Çalhanoğlu a marqué sur penalty dans le temps additionnel de la première mi-temps.
Le 20 avril 2022, la Juventus a affronté l'ACF Fiorentina lors de la demi-finale du match retour de la Coupe d'Italie en gagnant 2 - 0. Federico Bernardeschi et Danilo ont obtenu la qualification pour la finale avec un score cumulé de 3 - 0.

### Mai
Le 11 mai 2022, la Juventus a disputé la finale de la Coupe d'Italie dans le Derby d'Italie contre l'Inter Milan. Il s'est terminé à 2 - 4 après la prolongation en faveur de l'Internazionale. Nicolò Barella a ouvert le score à la septième minute. En seconde période, Alex Sandro à la 50e minute et Dušan Vlahović deux minutes plus tard ont placé devant la Juventus avant que Hakan Çalhanoğlu n'égalise le score à la 80e minute via un Pénalty. Pendant la prolongation, Ivan Perišić a marqué deux fois à la 99e minute et un penalty à la 102e minute. 
Le 21 mai, la Juventus a affronté l'ACF Fiorentina pour son dernier match de la saison en perdant 2 - 0. La Juventus a terminé à la quatrième place de Serie A, ce qui signifie qu'elle est qualifiée pour les phases des groupes de la Ligue des Champions

## Maillots

### Maillots joueurs
Le maillot domicile, extérieur, third et quatrième pour la saison 2020-2021 :
| Domicile · (2021-2022) | Domicile · (37e-38e Série A) | Extérieur · (2021-2022) | Third · (2021-2022) | Quatrième · (2021-2022) |

| Domicile · (2021-2022) | Domicile · (37e-38e Série A) | Extérieur · (2021-2022) | Third · (2021-2022) | Quatrième · (2021-2022) |

### Maillots gardiens
| 1re Tenue · (2021-2022) | 1re Tenue · (37e-38e Série A) | 2e Tenue · (2021-2022) | 3e Tenue · (2021-2022) |

| 1re Tenue · (2021-2022) | 1re Tenue · (37e-38e Série A) | 2e Tenue · (2021-2022) | 3e Tenue · (2021-2022) |

## Effectif de la saison
Ce tableau liste l'effectif professionnel de la Juventus FC pour la saison 2021-2022 (29 joueurs). 

## Contrat des Joueurs
Ce tableau liste les contrats des joueurs de la Juventus FC pour la saison 2021-2022.

| Nationalité | Joueur            | Date d'arrivée     | Fin du contrat | Référence |
| ----------- | ----------------- | ------------------ | -------------- | --------- |
| Gardiens    |                   |                    |                |           |
|             | Wojciech Szczęsny | 19 juillet 2017    | 30 juin 2024   | [ 45 ]    |
|             | Carlo Pinsoglio   | 1er juillet 2014   | 30 juin 2023   | [ 46 ]    |
|             | Mattia Perin      | 1er juillet 2018   | 30 juin 2025   | [ 47 ]    |
| Défenseurs  |                   |                    |                |           |
|             | Mattia De Sciglio | 20 juillet 2017    | 30 juin 2025   | [ 48 ]    |
|             | Giorgio Chiellini | 1er juillet 2005   | 7 juillet 2022 | [ 49 ]    |
|             | Matthijs de Ligt  | 18 juillet 2019    | 30 juin 2024   | [ 50 ]    |
|             | Alex Sandro       | 20 août 2015       | 30 juin 2023   | [ 51 ]    |
|             | Danilo            | 7 août 2019        | 30 juin 2024   | [ 52 ]    |
|             | Juan Cuadrado     | 1er juillet 2017   | 30 juin 2023   | [ 53 ]    |
|             | Luca Pellegrini   | 19 août 2019       | 30 juin 2023   | [ 54 ]    |
|             | Leonardo Bonucci  | 2 août 2018        | 30 juin 2024   | [ 55 ]    |
|             | Daniele Rugani    | 1er février 2015   | 30 juin 2024   | [ 56 ]    |
|             | Koni De Winter    | 1er juillet 2021   | 30 juin 2024   | [ 57 ]    |
| Milieux     |                   |                    |                |           |
|             | Arthur            | 1er septembre 2020 | 30 juin 2025   | [ 58 ]    |
|             | Weston McKennie   | 1er septembre 2020 | 30 juin 2025   | [ 59 ]    |
|             | Adrien Rabiot     | 1er juillet 2019   | 30 juin 2023   | [ 60 ]    |
|             | Manuel Locatelli  | 18 août 2021       | 30 juin 2023   | [ 61 ]    |
|             | Denis Zakaria     | 31 janvier 2022    | 30 juin 2026   | [ 62 ]    |
|             | Fabio Miretti     | 1er juillet 2022   | 30 juin 2026   | [ 63 ]    |
|             | Martin Palumbo    | 1er septembre 2022 | 30 juin 2023   | [ 64 ]    |
| Attaquants  |                   |                    |                |           |
|             | Dušan Vlahović    | 28 janvier 2022    | 30 juin 2026   | [ 65 ]    |
|             | Álvaro Morata     | 22 septembre 2020  | 30 juin 2022   | [ 66 ]    |
|             | Paulo Dybala      | 1er juillet 2015   | 30 juin 2022   | [ 67 ]    |
|             | Moise Kean        | 31 août 2021       | 30 juin 2023   | [ 68 ]    |
|             | Kaio Jorge        | 17 août 2021       | 30 juin 2026   | [ 69 ]    |
|             | Marley Aké        | 31 janvier 2023    | 30 juin 2025   | [ 70 ]    |
|             | Marco Da Graca    | 1er juillet 2021   | 30 juin 2024   | [ 71 ]    |
|             | Matías Soulé      | 1er juillet 2021   | 30 juin 2024   | [ 72 ]    |

## Transferts

### Mercato estivaux
Ce tableau liste les transferts estivaux de la Juventus FC pour la saison 2021-2022.
| Joueur                    | Poste          | Forme                                            | Provenance/Destination | Division            | Date de l'officialisation | Référence |
| ------------------------- | -------------- | ------------------------------------------------ | ---------------------- | ------------------- | ------------------------- | --------- |
| Arrivées                  |                |                                                  |                        |                     |                           |           |
| Mattia Perin              | Gardien de but | Retour de prêt                                   | Genoa CFC              | Serie A             | 01 / 07 / 2021            |           |
| Mattia De Sciglio         | Défenseur      | Retour de prêt                                   | Olympique lyonnais     | Ligue 1             | 01 / 07 / 2021            |           |
| Luca Pellegrini           | Défenseur      | Retour de prêt                                   | Genoa CFC              | Serie A             | 01 / 07 / 2021            |           |
| Daniele Rugani            | Défenseur      | Retour de prêt                                   | Cagliari               | Serie A             | 01 / 07 / 2021            |           |
| Hans Nicolussi            | Milieu         | Retour de prêt                                   | Parme Calcio           | Serie A             | 01 / 07 / 2021            |           |
| Marko Pjaca               | Attaquant      | Retour de prêt                                   | Genoa CFC              | Serie A             | 01 / 07 / 2021            |           |
| Douglas Costa             | Attaquant      | Retour de Prêt                                   | Grêmio                 | Brasileiro          | 01 / 07 / 2021            |           |
| Weston McKennie           | Milieu         | Transfert Définitive (18,5 M€)                   | Schalke 04             | Bundesliga          | 03 / 03 / 2021            | .         |
| Dean Huijsen              | Défenseur      | Transfert (200 K€)                               | Málaga CF              | LaLiga 2            | 04 / 05 / 2021            |           |
| Albian Hajdari            | Défenseur      | Transfert (Libre)                                | FC Bâle                | Super League suisse | 15 / 07 / 2021            | .         |
| Nicolò Cudrig             | Attaquant      | Transfert (Libre)                                | AS Monaco              | Ligue 1             | 29 / 07 / 2021            | [ 75 ]    |
| Alessandro Sersanti       | Milieu         | Transfert (Libre)                                | ACF Fiorentina         | Serie A             | 30 / 07 / 2021            | [ 75 ]    |
| Fabrizio Poli             | Défenseur      | Transfert (Libre)                                | Virtus Entella         | Serie C             | 09 / 08 / 2021            | [ 75 ]    |
| Emanuele Zuelli           | Milieu         | Transfert (Libre)                                | Chievo Vérone          | Serie B             | 09 / 08 / 2021            | [ 75 ]    |
| Tarik Muharemović         | Défenseur      | Transfert (Libre)                                | Wolfsberger AC         | Ö-Bundesliga        | 10 / 08 / 2021            | [ 75 ]    |
| Kaio Jorge                | Attaquant      | Transfert (1,5 M€ + 1 M€ bonus)                  | Santos FC              | Brasileirão         | 17 / 08 / 2021            | [ 15 ]    |
| Martin Palumbo            | Milieu         | Transfert (Libre)                                | Udinese                | Serie A             | 27 / 08 / 2021            | [ 75 ]    |
| Mohamed Ihattaren         | Milieu         | Transfert (5,5 M€)                               | PSV Eindhoven          | Eredivisie          | 31 / 08 / 2021            | [ 76 ]    |
| Álvaro Morata             | Attaquant      | Prêt Payant (10 M€ + renouvellement de prêt)     | Atlético Madrid        | LaLiga              | 15 / 06 / 2021            | [ 77 ]    |
| Manuel Locatelli          | Milieu         | Prêt avec option d'achat (25 M€ + 12,5 M€ bonus) | US Sassuolo            | Serie A             | 18 / 08 / 2021            | [ 16 ]    |
| Moise Kean                | Attaquant      | Prêt avec option d'achat (28 M€ + 3 M€ bonus)    | Everton                | Premier League      | 31 / 08 / 2021            | [ 21 ]    |
|                           |                |                                                  |                        |                     |                           |           |
| Départs                   |                |                                                  |                        |                     |                           |           |
| Michele Troiano           | Milieu         | Retraite                                         |                        |                     | 01 / 07 / 2021            |           |
| Gianluigi Buffon          | Gardien de but | Fin de contrat                                   | Parme Calcio           | Serie A             | 17 / 06 / 2021            | [ 78 ]    |
| Lucas Rosa                | Défenseur      | Fin de contrat                                   | Real Valladolid        | LaLiga 2            | 27 / 05 / 2021            | [ 79 ]    |
| Timothy Nocchi            | Gardien de but | Fin de contrat                                   | -                      | -                   | 01 / 07 / 2021            |           |
| Raffaele Alcibiade        | Défenseur      | Fin de contrat                                   | -                      | -                   | 01 / 07 / 2021            |           |
| Nikolai Baden Frederiksen | Attaquant      | Transfert (1,83 M€)                              | Vitesse Arnhem         | Eredivisie          | 14 / 07 / 2021            | [ 80 ]    |
| Idrissa Touré             | Défenseur      | Transfert (1 M€)                                 | Pise SC                | Serie B             | 15 / 07 / 2021            | ,         |
| Cristian Romero           | Défenseur      | Transfert Définitive (16 M€)                     | Atalanta Bergame       | Serie A             | 06 / 08 / 2021            | [ 83 ]    |
| Cristiano Ronaldo         | Attaquant      | Transfert (15 M€ + 8 M€ bonus)                   | Manchester United      | Premier League      | 31 / 08 / 2021            | [ 20 ]    |
| Douglas Costa             | Attaquant      | Prêt                                             | Grêmio                 | Brasileiro          | 21 / 05 / 2021            | [ 84 ]    |
| Giacomo Vrioni            | Attaquant      | Prêt                                             | WSG Tirol              | Ö-Bundesliga        | 09 / 07 / 2021            | [ 85 ]    |
| Luca Zanimacchia          | Attaquant      | Prêt                                             | US Cremonese           | Serie B             | 09 / 07 / 2021            | [ 85 ]    |
| Riccardo Capellini        | Défenseur      | Prêt                                             | CD Mirandés            | LaLiga 2            | 20 / 07 / 2021            | [ 86 ]    |
| Stefano Gori              | Gardien de but | Prêt                                             | Côme 1907              | Serie B             | 21 / 07 / 2021            | [ 87 ]    |
| Alessandro Di Pardo       | Milieu         | Prêt                                             | L.R. Vicence           | Serie C             | 27 / 07 / 2021            | [ 88 ]    |
| Alessandro Minelli        | Défenseur      | Prêt                                             | Cosenza Calcio         | Serie B             | 06 / 08 / 2021            | [ 89 ]    |
| Matteo Brunori            | Attaquant      | Prêt                                             | Palerme FC             | Serie B             | 06 / 08 / 2021            | [ 90 ]    |
| Nikita Vlasenko           | Défenseur      | Prêt                                             | Excelsior Rotterdam    | Eredivisie          | 18 / 08 / 2021            | [ 91 ]    |
| Erasmo Mulè               | Défenseur      | Prêt                                             | Cesena FC              | Serie C             | 21 / 08 / 2021            | [ 92 ]    |
| Giuseppe Verduci          | Défenseur      | Prêt                                             | US Grosseto            | Serie D             | 25 / 08 / 2021            |           |
| Mirco Lipari              | Attaquant      | Prêt                                             | SS Juve Stabia         | Serie C             | 25 / 08 / 2021            | [ 93 ]    |
| Dario Del Fabro           | Défenseur      | Prêt                                             | RFC Seraing            | Division 1B         | 26 / 08 / 2021            | [ 94 ]    |
| Alejandro Marqués         | Attaquant      | Prêt                                             | CD Mirandés            | LaLiga 2            | 27 / 08 / 2021            | [ 95 ]    |
| Filippo Delli Carri       | Défenseur      | Prêt                                             | US Salernitana         | Serie A             | 31 / 08 / 2021            | [ 96 ]    |
| Wesley                    | Attaquant      | Prêt                                             | FC Sion                | Super League Suisse | 31 / 08 / 2021            | [ 97 ]    |
| Mohamed Ihattaren         | Milieu         | Prêt                                             | UC Sampdoria           | Serie A             | 31 / 08 / 2021            | [ 98 ]    |
| Filippo Ranocchia         | Milieu         | Prêt                                             | L.R. Vicence           | Serie C             | 31 / 08 / 2021            | [ 99 ]    |
| Luca Clemenza             | Milieu         | Prêt                                             | Pescara                | Serie C             | 31 / 08 / 2021            | [ 100 ]   |
| Radu Drăgușin             | Défenseur      | Prêt                                             | UC Sampdoria           | Serie A             | 31 / 08 / 2021            | [ 101 ]   |
| Nicolò Fagioli            | Milieu         | Prêt                                             | US Cremonese           | Serie B             | 31 / 08 / 2021            | [ 102 ]   |
| Merih Demiral             | Défenseur      | Prêt Payant (3 M€ + option d'achat de 25 M€)     | Atalanta Bergame       | Serie A             | 30 / 07 / 2021            | [ 103 ]   |
| Marko Pjaca               | Attaquant      | Prêt avec option d'achat de 7 M€                 | Torino FC              | Serie A             | 28 / 07 / 2021            | [ 104 ]   |
| Marco Olivieri            | Attaquant      | Prêt avec option d'achat                         | US Lecce               | Serie A             | 22 / 06 / 2021            | [ 105 ]   |
| Pietro Beruatto           | Défenseur      | Prêt avec option d'achat                         | Pise SC                | Serie B             | 15 / 07 / 2021            | ,         |
| Paolo Gozzi               | Défenseur      | Prêt avec option d'achat                         | CF Fuenlabrada         | LaLiga 2            | 21 / 07 / 2021            | [ 107 ]   |
| Luca Coccolo              | Défenseur      | Prêt avec option d'achat                         | SPAL                   | Serie B             | 23 / 07 / 2021            | [ 108 ]   |
| Gianluca Frabotta         | Défenseur      | Prêt avec option d'achat                         | Hellas Vérone          | Serie A             | 30 / 07 / 2021            | [ 109 ]   |
| Ferdinando Del Sole       | Attaquant      | Prêt avec option d'achat                         | US Ancona              | Serie C             | 03 / 08 / 2021            |           |
| Mattia Del Favero         | Gardien de but | Prêt avec option d'achat                         | Cosenza Calcio         | Serie B             | 06 / 08 / 2021            | [ 110 ]   |
| Félix Correia             | Attaquant      | Prêt avec option d'achat                         | Parme Calcio           | Serie A             | 13 / 08 / 2021            | [ 111 ]   |
| Grigoris Kastanos         | Milieu         | Prêt avec option d'achat                         | US Salernitana         | Serie A             | 14 / 08 / 2021            | [ 112 ]   |
| Hamza Rafia               | Milieu         | Prêt avec option d'achat                         | Standard de Liège      | Division 1A         | 18 / 08 / 2021            | [ 113 ]   |
| Daouda Peeters            | Milieu         | Prêt avec option d'achat                         | Standard de Liège      | Division 1A         | 18 / 08 / 2021            | [ 114 ]   |

### Mercato hivernaux
Ce tableau liste les transferts hivernaux de la Juventus FC pour la saison 2021-2022.
| Joueur              | Poste          | Forme                                                                              | Provenance/Destination   | Division             | Date de l'officialisation | Référence |
| ------------------- | -------------- | ---------------------------------------------------------------------------------- | ------------------------ | -------------------- | ------------------------- | --------- |
| Arrivées            |                |                                                                                    |                          |                      |                           |           |
| Mattia Del Favero   | Gardien de but | Retour de prêt                                                                     | Cosenza Calcio           | Serie B              | 11 / 01 / 2022            | [ 115 ]   |
| Luca Coccolo        | Défenseur      | Retour de prêt                                                                     | SPAL                     | Serie B              | 13 / 01 / 2022            |           |
| Christopher Lungoyi | Attaquant      | Retour de prêt                                                                     | FC Lugano                | Super League Suisse  | 14 / 01 / 2022            | [ 116 ]   |
| Alessandro Minelli  | Défenseur      | Retour de prêt                                                                     | Cosenza Calcio           | Serie B              | 21 / 01 / 2022            | [ 117 ]   |
| Mirco Lipari        | Attaquant      | Retour de prêt                                                                     | SS Juve Stabia           | Serie C              | 27 / 01 / 2022            | [ 118 ]   |
| Alessandro Di Pardo | Milieu         | Retour de prêt                                                                     | L.R. Vicence             | Serie C              | 29 / 01 / 2022            | [ 119 ]   |
| Marco Olivieri      | Attaquant      | Retour de prêt                                                                     | US Lecce                 | Serie A              | 29 / 01 / 2022            | [ 120 ]   |
| Mohamed Ihattaren   | Milieu         | Retour de prêt                                                                     | UC Sampdoria             | Serie A              | 30 / 01 / 2022            | [ 121 ]   |
| Dario Del Fabro     | Défenseur      | Retour de prêt                                                                     | RFC Seraing              | Division 1B          | 31 / 01 / 2022            | [ 122 ]   |
| Radu Drăgușin       | Défenseur      | Retour de prêt                                                                     | UC Sampdoria             | Serie A              | 31 / 01 / 2022            | [ 123 ]   |
| Hamza Rafia         | Milieu         | Retour de prêt                                                                     | Standard de Liège        | Division 1A          | 31 / 01 / 2022            | [ 124 ]   |
| Simone Iocolano     | Attaquant      | Transfert (Libre)                                                                  | Calcio Lecco             | Serie C              | 21 / 01 / 2022            | [ 125 ]   |
| Dušan Vlahović      | Attaquant      | Transfert (70 M€ + 10 M€ bonus)                                                    | ACF Fiorentina           | Serie A              | 28 / 01 / 2022            | [ 32 ]    |
| Denis Zakaria       | Milieu         | Transfert (4,5 M€ + 4,1 M€ bonus)                                                  | Borussia Mönchengladbach | Bundesliga           | 31 / 01 / 2022            | [ 35 ]    |
| Alessandro Siano    | Gardien de but | Transfert (Libre)                                                                  | Imolese Calcio           | Serie C              | 31 / 01 / 2022            | [ 118 ]   |
| Federico Gatti      | Défenseur      | Transfert (7,5 M€ + 2,5 M€ bonus)                                                  | Frosinone Calcio         | Serie B              | 31 / 01 / 2022            | [ 33 ]    |
| Brando Moruzzi      | Défenseur      | Prêt                                                                               | Sangiovannese            | Serie D              | 31 / 01 / 2022            | [ 118 ]   |
| Giuseppe Verduci    | Défenseur      | Prêt                                                                               | US Grosseto              | Serie D              | 31 / 01 / 2022            | [ 118 ]   |
|                     |                |                                                                                    |                          |                      |                           |           |
| Départs             |                |                                                                                    |                          |                      |                           |           |
| Rodrigo Bentancur   | Milieu         | Transfert (19 M€ + 6 M€ bonus)                                                     | Tottenham Hotspur        | Premier League       | 31 / 01 / 2022            | [ 34 ]    |
| Albian Hajdari      | Défenseur      | Prêt                                                                               | FC Bâle                  | Super League suisse  | 04 / 01 / 2022            | [ 126 ]   |
| Luca Coccolo        | Défenseur      | Prêt                                                                               | US Alexandrie            | Serie C              | 13 / 01 / 2022            | .         |
| Christopher Lungoyi | Attaquant      | Prêt                                                                               | FC Saint-Gall            | Super League Suisse  | 14 / 01 / 2022            | [ 116 ]   |
| Alessandro Di Pardo | Milieu         | Prêt                                                                               | Cosenza Calcio           | Serie B              | 29 / 01 / 2022            | [ 128 ]   |
| Radu Drăgușin       | Défenseur      | Prêt                                                                               | US Salernitana           | Serie A              | 31 / 01 / 2022            | [ 129 ]   |
| Federico Gatti      | Défenseur      | Prêt                                                                               | Frosinone Calcio         | Serie B              | 31 / 01 / 2022            | [ 33 ]    |
| Hamza Rafia         | Milieu         | Prêt                                                                               | US Cremonese             | Serie B              | 31 / 01 / 2022            | [ 124 ]   |
| Dario Del Fabro     | Défenseur      | Prêt                                                                               | AS Citadella             | Serie B              | 31 / 01 / 2022            | [ 130 ]   |
| Alessandro Minelli  | Défenseur      | Prêt avec option d'achat                                                           | Pro Verceil              | Serie C              | 21 / 01 / 2022            |           |
| Marco Olivieri      | Attaquant      | Prêt avec option d'achat de 3,5 M€                                                 | AC Pérouse Calcio        | Serie B              | 29 / 01 / 2022            | [ 131 ]   |
| Mohamed Ihattaren   | Milieu         | Prêt avec option d'achat de 2 M€                                                   | Ajax Amsterdam           | Eredivisie           | 30 / 01 / 2022            | [ 132 ]   |
| Aaron Ramsey        | Milieu         | Prêt avec option d'achat de 6 M€                                                   | Rangers FC               | Scottish Premiership | 31 / 01 / 2022            | [ 36 ]    |
| Davide De Marino    | Défenseur      | Prêt avec option d'achat                                                           | AC Pise                  | Serie B              | 31 / 01 / 2022            | [ 133 ]   |
| Francesco Coppola   | Défenseur      | Prêt avec obligation d'achat                                                       | AC Pise                  | Serie B              | 31 / 01 / 2022            | [ 118 ]   |
| Dejan Kulusevski    | Milieu         | Prêt Payant de 10 M€ avec option d'achat obligatoire de 35 M€ + 9 M€ bonus en 2023 | Tottenham Hotspur        | Premier League       | 31 / 01 / 2022            | [ 34 ]    |

## Préparation d'avant saison
| 1re match                                   | Juventus                                | 3 - 1   | Cesena FC   |                                                           |                                                           |
| Dimanche 24 juillet 2021 18h00 CEST (UTC+2) | De Winter 5e · McKennie 34e · Soulé 66e | (2 - 1) | 36e Shpendi | Juventus Center Spectateurs : 400 Arbitrage : Marco Ricci | Juventus Center Spectateurs : 400 Arbitrage : Marco Ricci |
| Dimanche 24 juillet 2021 18h00 CEST (UTC+2) | De Winter 8e                            | Rapport |             | Juventus Center Spectateurs : 400 Arbitrage : Marco Ricci | Juventus Center Spectateurs : 400 Arbitrage : Marco Ricci |

| 2e match (Trophée Luigi Berlusconi)         | AC Monza         | 1 - 2   | Juventus                       |                                                               |                                                               |
| Dimanche 31 juillet 2021 21h00 CEST (UTC+2) | D'Alessandro 87e | (0 - 1) | 13e Ranocchia · 53e Kulusevski | Stadio Brianteo Spectateurs : 1 000 Arbitrage : Ivano Pezzuto | Stadio Brianteo Spectateurs : 1 000 Arbitrage : Ivano Pezzuto |
| Dimanche 31 juillet 2021 21h00 CEST (UTC+2) | Caldirola 35e    | Rapport |                                | Stadio Brianteo Spectateurs : 1 000 Arbitrage : Ivano Pezzuto | Stadio Brianteo Spectateurs : 1 000 Arbitrage : Ivano Pezzuto |

| 3e match (Trophée Joan Gamper)          | FC Barcelone                            | 3 - 0   | Juventus     |                                                                  |                                                                  |
| Dimanche 8 août 2021 21h00 CEST (UTC+2) | Depay 3e · Braithwaite 57e · Puig 90+2e | (1 - 0) |              | Stade Johan-Cruyff Spectateurs : 2 924 Arbitrage : Ivano Pezzuto | Stade Johan-Cruyff Spectateurs : 2 924 Arbitrage : Ivano Pezzuto |
| Dimanche 8 août 2021 21h00 CEST (UTC+2) | Braithwaite 35e · Emerson 82e           | Rapport | 55e McKennie | Stade Johan-Cruyff Spectateurs : 2 924 Arbitrage : Ivano Pezzuto | Stade Johan-Cruyff Spectateurs : 2 924 Arbitrage : Ivano Pezzuto |

| 4e match                               | Juventus                                    | 3 - 1   | Atalanta Bergame  |                                                                  |                                                                  |
| Samedi 14 août 2021 20h30 CEST (UTC+2) | Dybala 8e · Bernardeschi 39e · Morata 90+3e | (2 - 1) | 18e (pen.) Muriel | Juventus Stadium Spectateurs : 11 167 Arbitrage : Rosario Abisso | Juventus Stadium Spectateurs : 11 167 Arbitrage : Rosario Abisso |
| Samedi 14 août 2021 20h30 CEST (UTC+2) |                                             | Rapport | 57e Djimsiti      | Juventus Stadium Spectateurs : 11 167 Arbitrage : Rosario Abisso | Juventus Stadium Spectateurs : 11 167 Arbitrage : Rosario Abisso |

| 5e match                              | Juventus                            | 3 - 0   | Juventus U23 |                                                                |                                                                |
| Jeudi 19 août 2021 18h00 CEST (UTC+2) | Dybala 7e · Morata 26e · Ramsey 35e | (3 - 0) |              | Juventus Center Spectateurs : 400 Arbitrage : Michele Giordano | Juventus Center Spectateurs : 400 Arbitrage : Michele Giordano |
| Jeudi 19 août 2021 18h00 CEST (UTC+2) | Rapport                             |         |              | Juventus Center Spectateurs : 400 Arbitrage : Michele Giordano | Juventus Center Spectateurs : 400 Arbitrage : Michele Giordano |

| 6e match                                 | Juventus                    | 2 - 1   | US Alexandrie Calcio |                                                            |                                                            |
| Samedi 9 octobre 2021 11h00 CEST (UTC+2) | Maressa 40e · Chibozo 90+4e | (1 - 0) | 90e Corazza          | Juventus Center Spectateurs : 400 Arbitrage : Andrea Felis | Juventus Center Spectateurs : 400 Arbitrage : Andrea Felis |
| Samedi 9 octobre 2021 11h00 CEST (UTC+2) | Rapport                     |         |                      | Juventus Center Spectateurs : 400 Arbitrage : Andrea Felis | Juventus Center Spectateurs : 400 Arbitrage : Andrea Felis |

| 7e match                           | Juventus                                          | 7 - 0   | ASD Chieri |                                                            |                                                            |
| Jeudi 14 octobre 2021 CEST (UTC+2) | Kean x2 · Soulé x2 · Kulusevski · Compagnon · Aké | (0 - 0) |            | Juventus Center Spectateurs : 200 Arbitrage : Andrea Felis | Juventus Center Spectateurs : 200 Arbitrage : Andrea Felis |
| Jeudi 14 octobre 2021 CEST (UTC+2) | Rapport                                           |         |            | Juventus Center Spectateurs : 200 Arbitrage : Andrea Felis | Juventus Center Spectateurs : 200 Arbitrage : Andrea Felis |

| 8e match                           | Juventus                                                 | 11 - 0  | US Pianese |                                   |                                   |
| Jeudi 14 octobre 2021 CEST (UTC+2) | Kean x4 · Kaio Jorge x3 · Zuelli x2 · Arthur · Compagnon | (0 - 0) |            | Juventus Center Spectateurs : 200 | Juventus Center Spectateurs : 200 |
| Jeudi 14 octobre 2021 CEST (UTC+2) | Rapport                                                  |         |            | Juventus Center Spectateurs : 200 | Juventus Center Spectateurs : 200 |

## Compétitions
| Serie A            | Coppa Italia                       | Supercoppa Italiana                | Ligue des Champions                                       |
| ------------------ | ---------------------------------- | ---------------------------------- | --------------------------------------------------------- |
| 4e place 70 points | Défaite contre Inter Milan (2 - 4) | Défaite contre Inter Milan (1 - 0) | Huitième de finale contre Villarreal CF (1 - 1) - (0 - 3) |
| 20V 10N 8D         | 4V 0N 2D                           | 0V 0N 1D                           | 5V 1N 2D                                                  |
| TOTAL: 29V 11N 12D |                                    |                                    |                                                           |

### Serie A

#### Classement
| Rang | Équipe      | Pts | J  | G  | N  | P  | Bp | Bc | Diff | Qualification ou relégation                                      |
| ---- | ----------- | --- | -- | -- | -- | -- | -- | -- | ---- | ---------------------------------------------------------------- |
| 2    | Inter Milan | 84  | 38 | 25 | 9  | 4  | 84 | 32 | +52  | Qualification pour la phase de groupes de la Ligue des champions |
| 3    | SSC Naples  | 79  | 38 | 24 | 7  | 7  | 74 | 31 | +43  | Qualification pour la phase de groupes de la Ligue des champions |
| 4    | Juventus    | 70  | 38 | 20 | 10 | 8  | 57 | 37 | +20  | Qualification pour la phase de groupes de la Ligue des champions |
| 5    | Lazio Rome  | 64  | 38 | 18 | 10 | 10 | 77 | 58 | +19  | Qualification pour la phase de groupes de la Ligue Europa        |
| 6    | AS Rome     | 63  | 38 | 18 | 9  | 11 | 59 | 43 | +16  | Qualification pour la phase de groupes de la Ligue Europa        |

1. ↑  Depuis que le vainqueur de la Coupe d'Italie 2021-2022, la Juventus est qualifié pour la Ligue des Champions, la place en Ligue Europa est attribuée aux vainqueurs de la Coppa Italia a été transmise à l'équipe classée à la sixième place et la Ligue Europa Conférence est attribuée à l'équipe classée à la sixième place a été transmise à l'équipe classée à la septième place.

#### Championnat

##### Compositions des matchs aller
| Match                             | Joueurs titulaires | Joueurs entrés en cours de jeu                                                      |                                      | Match | Joueurs titulaires                                                                | Joueurs entrés en cours de jeu |
| --------------------------------- | --- | ----------------------------------------------------------------------------------- | ------------------------------------ | --- | --------------------------------------------------------------------------------- | ------------------------------ |
| Udinese - Juventus FC 4-3-3       | Szczęsny Danilo - De Ligt - Bonucci - Sandro Bentancur (90e) - Ramsey (59e) - Bernardeschi (60e) Cuadrado (74e) - Morata (60e) - Dybala         | Chiellini (59e) Kulusevski (60e) Ronaldo (60e) Chiesa (74e) Locatelli (90e)         | Juventus FC - Empoli FC 4-3-3        | Szczęsny Danilo - De Ligt - Bonucci - Sandro Bentancur (66e) - Rabiot (55e) - McKennie (46e) Cuadrado (82e) - Dybala - Chiesa (66e)      | Morata (46e) Bernardeschi (55e) Locatelli (66e) Kulusevski (66e) De Sciglio (82e) |                                |
|                                   | |                                                                                     |                                      | |                                                                                   |                                |
| SSC Naples - Juventus FC 4-4-2    | Szczęsny Pellegrini (58e) - Bonucci - Chiellini - De Sciglio Bernardeschi - Locatelli - Rabiot - McKennie (72e) Morata (82e) - Kulusevski       | De Ligt (58e) Ramsey (72e) Kean (82e)                                               | Juventus FC - AC Milan 4-4-2         | Szczęsny Danilo - Bonucci - Chiellini - Sandro Cuadrado (72e) - Bentancur - Locatelli - Rabiot Dybala (78e) - Morata (66e)               | Kean (66e) Chiesa (72e) Kulusevski (78e)                                          |                                |
|                                   | |                                                                                     |                                      | |                                                                                   |                                |
| La Spezia - Juventus FC 4-4-2     | Szczęsny Danilo - De Ligt - Bonucci - De Sciglio (46e) Chiesa (84e) - Bentancur (46e) - McKennie - Rabiot (67e) Dybala - Kean (59e)             | Locatelli (46e) Sandro (46e) Morata (59e) Bernardeschi (67e) Kulusevski (84e)       | Juventus FC - UC Sampdoria 4-4-2     | Perin Cuadrado - Bonucci - De Ligt - Sandro Chiesa (70e) - Locatelli - Bentancur (82e) - Bernardeschi (70e) Dybala (22e) - Morata (82e)  | Kulusevski (22e) Ramsey (70e) Chiellini (70e) McKennie (82e) Kean (82e)           |                                |
|                                   | |                                                                                     |                                      | |                                                                                   |                                |
| Torino FC - Juventus FC 4-4-2     | Szczęsny Cuadrado - Bonucci - De Ligt - Sandro Bernardeschi (80e) - McKennie - Locatelli - Rabiot Chiesa (89e) - Kean (46e)                     | Cuadrado (46e) Kulusevski (80e) Kaio Jorge (89e)                                    | Juventus FC - AS Rome 4-4-2          | Szczęsny Danilo - Bonucci - Chiellini - De Sciglio (88e) Cuadrado - Bentancur - Locatelli - Bernardeschi (76e) Chiesa (71e) - Kean (71e) | Kulusevski (71e) Morata (71e) Arthur (76e) Sandro (88e)                           |                                |
|                                   | |                                                                                     |                                      | |                                                                                   |                                |
| Inter Milan - Juventus FC 4-4-2   | Szczęsny Danilo - Bonucci - Chiellini - Sandro Cuadrado (65e) - McKennie (84e) - Locatelli (84e) - Bernardeschi (18e) Morata - Kulusevski (65e) | Bentancur (18e) Dybala (65e) Chiesa (65e) Arthur (84e) Kaio Jorge (84e)             | Juventus FC - US Sassuolo 4-4-2      | Szczęsny Danilo (79e) - Bonucci - Chiellini - De Sciglio (13e) Chiesa - McKennie - Locatelli (79e) - Rabiot (46e) Dybala - Morata (63e)  | Sandro (13e) Cuadrado (46e) Kaio Jorge (63e) Arthur (79e) Kulusevski (79e)        |                                |
|                                   | |                                                                                     |                                      | |                                                                                   |                                |
| Hellas Vérone - Juventus FC 4-4-2 | Szczęsny Danilo - Bonucci - Chiellini - Sandro (82e) Cuadrado (69e) - Bentancur (57e) - Arthur (69e) - Rabiot (57e) Dybala - Morata             | McKennie (57e) Locatelli (57e) Kulusevski (69e) Bernardeschi (69e) Pellegrini (82e) | Juventus FC - ACF Fiorentina 4-4-2   | Szczęsny Danilo - Rugani - De Ligt - Sandro (46e) Chiesa - McKennie - Locatelli - Rabiot (78e) Dybala (90e) - Morata (88e)               | Pellegrini (46e) Cuadrado (78e) Kaio Jorge (88e) Bentancur (90e)                  |                                |
|                                   | |                                                                                     |                                      | |                                                                                   |                                |
| Lazio Rome - Juventus FC 4-4-2    | Szczęsny Danilo (15e) - Bonucci - De Ligt - Pellegrini Cuadrado - McKennie - Locatelli (89e) - Rabiot Chiesa - Morata (74e)                     | Kulusevski (15e) Kean (74e) Bentancur (89e)                                         | Juventus FC - Atalanta Bergame 4-4-2 | Szczęsny Cuadrado - Bonucci - De Ligt - Sandro McKennie (64e) - Locatelli - Rabiot - Chiesa (46e) Dybala - Morata (85e)                  | Bernardeschi (46e) Kean (64e) Kaio Jorge (85e)                                    |                                |

##### Matchs aller
| 1re journée                              | Udinese                                    | 2 - 2   | Juventus                                        |                                                                                     |                                                                                     |
| Dimanche 22 août 2021 18h30 CEST (UTC+2) | Pereyra 51e (pen.) · (Okaka ) Deulofeu 83e | (0 - 2) | 3e Dybala ( Bentancur) · 23e Cuadrado ( Dybala) | Stadio Friuli Spectateurs : 9 660 Diffuseur : BeIn Sports Arbitrage : Ivano Pezzuto | Stadio Friuli Spectateurs : 9 660 Diffuseur : BeIn Sports Arbitrage : Ivano Pezzuto |
| Dimanche 22 août 2021 18h30 CEST (UTC+2) | Walace 76e                                 | Rapport | 50e Szczęsny · 88e Kulusevski · 90+5e Ronaldo   | Stadio Friuli Spectateurs : 9 660 Diffuseur : BeIn Sports Arbitrage : Ivano Pezzuto | Stadio Friuli Spectateurs : 9 660 Diffuseur : BeIn Sports Arbitrage : Ivano Pezzuto |

| 2e journée                             | Juventus                      | 0 - 1   | Empoli FC                                  |                                                                                           |                                                                                           |
| Samedi 28 août 2021 20h45 CEST (UTC+2) |                               | (0 - 1) | 21e Mancuso                                | Juventus Stadium Spectateurs : 17 584 Diffuseur : BeIn Sports Arbitrage : Davide Ghersini | Juventus Stadium Spectateurs : 17 584 Diffuseur : BeIn Sports Arbitrage : Davide Ghersini |
| Samedi 28 août 2021 20h45 CEST (UTC+2) | Bernardeschi 81e · Danilo 89e | Rapport | 32e Stojanović · 44e Cutrone · 56e Ismajli | Juventus Stadium Spectateurs : 17 584 Diffuseur : BeIn Sports Arbitrage : Davide Ghersini | Juventus Stadium Spectateurs : 17 584 Diffuseur : BeIn Sports Arbitrage : Davide Ghersini |

| 3e journée (Juventus FC – SSC Naples en football) | SSC Naples                   | 2 - 1   | Juventus      | | |
| Samedi 11 septembre 2021 18h00 CEST (UTC+2)       | Politano 57e · Koulibaly 85e | (0 - 1) | 10e Morata    | Stade Diego Armando Maradona Spectateurs : 16 331 Diffuseur : BeIn Sports Arbitrage : Massimiliano Irrati | Stade Diego Armando Maradona Spectateurs : 16 331 Diffuseur : BeIn Sports Arbitrage : Massimiliano Irrati |
| Samedi 11 septembre 2021 18h00 CEST (UTC+2)       | Elmas 31e · Lozano 88e       | Rapport | 45e Locatelli | Stade Diego Armando Maradona Spectateurs : 16 331 Diffuseur : BeIn Sports Arbitrage : Massimiliano Irrati | Stade Diego Armando Maradona Spectateurs : 16 331 Diffuseur : BeIn Sports Arbitrage : Massimiliano Irrati |

| 4e journée (Juventus Turin – AC Milan en football) | Juventus            | 1 - 1   | AC Milan            |                                                                                          |                                                                                          |
| Dimanche 19 septembre 2021 20h45 CEST (UTC+2)      | (Dybala ) Morata 4e | (1 - 0) | 76e Rebić ( Tonali) | Juventus Stadium Spectateurs : 18 785 Diffuseur : BeIn Sports Arbitrage : Daniele Doveri | Juventus Stadium Spectateurs : 18 785 Diffuseur : BeIn Sports Arbitrage : Daniele Doveri |
| Dimanche 19 septembre 2021 20h45 CEST (UTC+2)      | Dybala 65e          | Rapport | 65e Tonali          | Juventus Stadium Spectateurs : 18 785 Diffuseur : BeIn Sports Arbitrage : Daniele Doveri | Juventus Stadium Spectateurs : 18 785 Diffuseur : BeIn Sports Arbitrage : Daniele Doveri |

| 5e journée                                    | La Spezia                           | 2 - 3   | Juventus                                                           |                                                                                                |                                                                                                |
| Mercredi 22 septembre 2021 18h30 CEST (UTC+2) | Gyasi 33e · (Maggiore ) Antiste 49e | (1 - 1) | 28e Kean ( Rabiot) · 66e Chiesa ( Morata) · 72e De Ligt ( Bonucci) | Stade Alberto-Picco Spectateurs : 5 700 Diffuseur : BeIn Sports Arbitrage : Gianluca Aureliano | Stade Alberto-Picco Spectateurs : 5 700 Diffuseur : BeIn Sports Arbitrage : Gianluca Aureliano |
| Mercredi 22 septembre 2021 18h30 CEST (UTC+2) | Nikolaou 85e · Nzola 90+4e          | Rapport | 90+2e Morata                                                       | Stade Alberto-Picco Spectateurs : 5 700 Diffuseur : BeIn Sports Arbitrage : Gianluca Aureliano | Stade Alberto-Picco Spectateurs : 5 700 Diffuseur : BeIn Sports Arbitrage : Gianluca Aureliano |

| 6e journée                                    | Juventus                                                                   | 3 - 2   | UC Sampdoria                                    |                                                                                            |                                                                                            |
| Dimanche 26 septembre 2021 12h30 CEST (UTC+2) | (Locatelli ) Dybala 10e · Bonucci 43e (pen.) · (Kulusevski ) Locatelli 57e | (2 - 1) | 44e Yoshida ( Candreva) · 83e Candreva ( Silva) | Juventus Stadium Spectateurs : 15 381 Diffuseur : BeIn Sports Arbitrage : Giovanni Ayroldi | Juventus Stadium Spectateurs : 15 381 Diffuseur : BeIn Sports Arbitrage : Giovanni Ayroldi |
| Dimanche 26 septembre 2021 12h30 CEST (UTC+2) | Bentancur 53e · Cuadrado 66e · Bonucci 84e · Kean 86e                      | Rapport | 28e Thorsby · 41e Murru · 45+3e Ekdal           | Juventus Stadium Spectateurs : 15 381 Diffuseur : BeIn Sports Arbitrage : Giovanni Ayroldi | Juventus Stadium Spectateurs : 15 381 Diffuseur : BeIn Sports Arbitrage : Giovanni Ayroldi |

| 7e journée (Derby della Mole)            | Torino FC                                 | 0 - 1   | Juventus                |                                                                                                |                                                                                                |
| Samedi 2 octobre 2021 18h00 CEST (UTC+2) |                                           | (0 - 0) | 86e Locatelli ( Chiesa) | Stade olympique de Turin Spectateurs : 12 073 Diffuseur : BeIn Sports Arbitrage : Paolo Valeri | Stade olympique de Turin Spectateurs : 12 073 Diffuseur : BeIn Sports Arbitrage : Paolo Valeri |
| Samedi 2 octobre 2021 18h00 CEST (UTC+2) | Sanabria 56e · Lukić 62e · Mandragora 65e | Rapport | 82e Chiellini           | Stade olympique de Turin Spectateurs : 12 073 Diffuseur : BeIn Sports Arbitrage : Paolo Valeri | Stade olympique de Turin Spectateurs : 12 073 Diffuseur : BeIn Sports Arbitrage : Paolo Valeri |

| 8e journée                                  | Juventus                                   | 1 - 0   | AS Rome                                                                         |                                                                                           |                                                                                           |
| Dimanche 17 octobre 2021 20h45 CEST (UTC+2) | ( Bentancur) Kean 16e                      | (1 - 0) |                                                                                 | Juventus Stadium Spectateurs : 20 239. Diffuseur : BeIn Sports Arbitrage : Daniele Orsato | Juventus Stadium Spectateurs : 20 239. Diffuseur : BeIn Sports Arbitrage : Daniele Orsato |
| Dimanche 17 octobre 2021 20h45 CEST (UTC+2) | Szczęsny 42e · De Sciglio 49e · Danilo 87e | Rapport | 45+3e Abraham · 70e El Shaarawy · 85e Shomurodov · 89e Mancini · 90+3e Karsdorp | Juventus Stadium Spectateurs : 20 239. Diffuseur : BeIn Sports Arbitrage : Daniele Orsato | Juventus Stadium Spectateurs : 20 239. Diffuseur : BeIn Sports Arbitrage : Daniele Orsato |

| 9e journée (Derby d'Italie)                 | Inter Milan               | 1 - 1   | Juventus                     |                                                                                          |                                                                                          |
| Dimanche 24 octobre 2021 20h45 CEST (UTC+2) | Džeko 17e                 | (1 - 0) | 89e (pen.) Dybala            | Stade San Siro Spectateurs : 56 532 Diffuseur : BeIn Sports Arbitrage : Maurizio Mariani | Stade San Siro Spectateurs : 56 532 Diffuseur : BeIn Sports Arbitrage : Maurizio Mariani |
| Dimanche 24 octobre 2021 20h45 CEST (UTC+2) | Barella 40e · Perišić 71e | Rapport | 44e Sandro · 90+5e Chiellini | Stade San Siro Spectateurs : 56 532 Diffuseur : BeIn Sports Arbitrage : Maurizio Mariani | Stade San Siro Spectateurs : 56 532 Diffuseur : BeIn Sports Arbitrage : Maurizio Mariani |

| 10e journée                                 | Juventus               | 1 - 2   | US Sassuolo                                                      |                                                                                            |                                                                                            |
| Mercredi 27 octobre 2021 18h30 CEST (UTC+2) | (Dybala ) McKennie 76e | (0 - 1) | 44e Frattesi ( Defrel) · 90+5e Lopez ( Berardi)                  | Juventus Stadium Spectateurs : 18 288 Diffuseur : BeIn Sports Arbitrage : Juan Luca Sacchi | Juventus Stadium Spectateurs : 18 288 Diffuseur : BeIn Sports Arbitrage : Juan Luca Sacchi |
| Mercredi 27 octobre 2021 18h30 CEST (UTC+2) | Cuadrado 63e           | Rapport | 30e Defrel · 58e Berardi · 61e Rogério · 72e Traorè · 86e Müldür | Juventus Stadium Spectateurs : 18 288 Diffuseur : BeIn Sports Arbitrage : Juan Luca Sacchi | Juventus Stadium Spectateurs : 18 288 Diffuseur : BeIn Sports Arbitrage : Juan Luca Sacchi |

| 11e journée                               | Hellas Vérone                                       | 2 - 1   | Juventus                             | | |
| Samedi 30 octobre 2021 18h00 CEST (UTC+2) | (Lazović ) Simeone 11e 14e                          | (2 - 0) | 80e McKennie ( Danilo)               | Stade Marcantonio-Bentegodi Spectateurs : 22 314 Diffuseur : BeIn Sports Arbitrage : Livio Marinelli | Stade Marcantonio-Bentegodi Spectateurs : 22 314 Diffuseur : BeIn Sports Arbitrage : Livio Marinelli |
| Samedi 30 octobre 2021 18h00 CEST (UTC+2) | Lazović 27e · Casale 57e · Faraoni 61e · Günter 76e | Rapport | 29e Danilo · 61e Arthur · 77e Morata | Stade Marcantonio-Bentegodi Spectateurs : 22 314 Diffuseur : BeIn Sports Arbitrage : Livio Marinelli | Stade Marcantonio-Bentegodi Spectateurs : 22 314 Diffuseur : BeIn Sports Arbitrage : Livio Marinelli |

| 12e journée                              | Juventus                    | 1 - 0   | ACF Fiorentina                                           |                                                                                        |                                                                                        |
| Samedi 6 novembre 2021 18h00 CET (UTC+1) | (Locatelli ) Cuadrado 90+1e | (0 - 0) |                                                          | Juventus Stadium Spectateurs : 29 501 Diffuseur : BeIn Sports Arbitrage : Simone Sozza | Juventus Stadium Spectateurs : 29 501 Diffuseur : BeIn Sports Arbitrage : Simone Sozza |
| Samedi 6 novembre 2021 18h00 CET (UTC+1) | Danilo 45+2e · Rugani 88e   | Rapport | 26e Martínez Quarta · 66e, 73e Milenković · 82e Nastasić | Juventus Stadium Spectateurs : 29 501 Diffuseur : BeIn Sports Arbitrage : Simone Sozza | Juventus Stadium Spectateurs : 29 501 Diffuseur : BeIn Sports Arbitrage : Simone Sozza |

| 13e journée                               | Lazio Rome                               | 0 - 2   | Juventus                      |                                                                                                 |                                                                                                 |
| Samedi 20 novembre 2021 18h00 CET (UTC+1) |                                          | (0 - 1) | 23e (pen.) 83e (pen.) Bonucci | Stade olympique de Rome Spectateurs : 45 000 Diffuseur : BeIn Sports Arbitrage : Marco Di Bello | Stade olympique de Rome Spectateurs : 45 000 Diffuseur : BeIn Sports Arbitrage : Marco Di Bello |
| Samedi 20 novembre 2021 18h00 CET (UTC+1) | Hysaj 43e · Reina 81e · Luis Alberto 82e | Rapport | 28e Cuadrado                  | Stade olympique de Rome Spectateurs : 45 000 Diffuseur : BeIn Sports Arbitrage : Marco Di Bello | Stade olympique de Rome Spectateurs : 45 000 Diffuseur : BeIn Sports Arbitrage : Marco Di Bello |

| 14e journée                               | Juventus                                                     | 0 - 1   | Atalanta Bergame                                                            |                                                                                            |                                                                                            |
| Samedi 27 novembre 2021 18h00 CET (UTC+1) |                                                              | (0 - 1) | 28e Zapata ( Djimsiti)                                                      | Juventus Stadium Spectateurs : 29 886 Diffuseur : BeIn Sports Arbitrage : Giovanni Ayroldi | Juventus Stadium Spectateurs : 29 886 Diffuseur : BeIn Sports Arbitrage : Giovanni Ayroldi |
| Samedi 27 novembre 2021 18h00 CET (UTC+1) | Cuadrado 50e · Rabiot 66e · Bernardeschi 79e · Locatelli 88e | Rapport | 32e Freuler · 37e Malinovskyi · 43e Zappacosta · 70e Demiral · 85e Djimsiti | Juventus Stadium Spectateurs : 29 886 Diffuseur : BeIn Sports Arbitrage : Giovanni Ayroldi | Juventus Stadium Spectateurs : 29 886 Diffuseur : BeIn Sports Arbitrage : Giovanni Ayroldi |

### Ligue des Champions

#### Phase de Groupes
| Rang | Équipe                   | Pts | J | G | N | P | Bp | Bc | Diff |  | Résultats (▼ dom., ► ext.) |     |     |     |     |
| ---- | ------------------------ | --- | - | - | - | - | -- | -- | ---- |  | -------------------------- | --- | --- | --- | --- |
| 1    | Juventus FC              | 15  | 6 | 5 | 0 | 1 | 10 | 6  | +4   |  | Juventus FC                |     | 1-0 | 4-2 | 1-0 |
| 2    | Chelsea FC               | 13  | 6 | 4 | 1 | 1 | 13 | 4  | +9   |  | Chelsea FC                 | 4-0 |     | 1-0 | 4-0 |
| 3    | Zénith Saint-Pétersbourg | 5   | 6 | 1 | 2 | 3 | 10 | 10 | 0    |  | Zénith Saint-Pétersbourg   | 0-1 | 3-3 |     | 4-0 |
| 4    | Malmö FF                 | 1   | 6 | 0 | 1 | 5 | 1  | 14 | -13  |  | Malmö FF                   | 0-3 | 0-1 | 1-1 |     |